# Dood van een handelsreiziger
Dood van een handelsreiziger (Engels: Death of a Salesman, 1949) is misschien wel het bekendste toneelstuk van de Amerikaanse schrijver Arthur Miller. Het stuk werd bij verschijnen zeer goed ontvangen en Miller verwierf er in 1949 de Pulitzerprijs voor drama en de Tony Award voor het beste toneelstuk mee.
Het werk is diverse malen bewerkt voor film en televisie, onder andere in 1985, met Dustin Hoffman in de hoofdrol. In Nederland werd het stuk in 1961 verfilmd, met onder meer Richard Flink.